# Camp Mackall
Camp Mackall je satelitski kamp, ki spada pod Fort Bragg. Baza je sedež primarnega urjenja pripadnikov Specialnih sil Kopenske vojske.

## Zgodovina
Med drugo svetovno vojno so tu izurili oz. ustanovili naslednje enote: 151. zračnoprevozna tankovska četa, 462. padalski poljsko-artilerijski bataljon, 550. jadralni pehotni polk,...